# Cornélio Pereira de Magalhães
Cornélio Pereira de Magalhães (Baependi, 5 de novembro de 1849 — São Paulo, 30 de novembro de 1882) foi um político brasileiro.
Foi presidente da província de Goiás, de 20 de junho a 20 de setembro de 1882.